# Gmina Rõuge
Gmina Rõuge (est. Rõuge vald) – gmina wiejska w Estonii, w prowincji Võru.
W skład gminy wchodzi:
- 1 miasto Rõuge.
- 108 wsi: Aabra, Ahitsa, Augli, Haabsilla, Haki, Hallimäe, Handimiku, Hansi, Hapsu, Heedu, Heibri, Hinu, Horsa, Hotõmäe, Hurda, Härämäe, Jaanipeebu, Jugu, Järvekülä, Järvepalu, Kadõni, Kahru, Kaku, Kaluka, Karaski, Karba, Kaugu, Kavõldi, Kellämäe, Kiidi, Kogrõ, Kokõ, Kokõjüri, Kokõmäe, Kolga, Kuklasõ, Kurgjärve, Kurvitsa, Kuuda, Kähri, Kängsepä, Laossaarõ, Lauri, Liivakupalu, Listaku, Lutika, Lükkä, Matsi, Mikita, Muduri, Muhkamõtsa, Muna, Murdõmäe, Mustahamba, Mõõlu, Märdi, Möldri, Nilbõ, Nogu, Nursi, Ortumäe, Paaburissa, Paeboja, Petrakuudi, Pugõstu, Pulli, Põdra, Põru, Pärlijõe, Püssä, Rasva, Raudsepä, Rebäse, Rebäsemõisa, Riitsilla, Ristemäe, Roobi, Ruuksu, Saarlasõ, Sadramõtsa, Saki, Sandisuu, Savioru, Sika, Sikalaanõ, Simmuli, Soekõrdsi, Soemõisa, Soomõoru, Suurõ-Ruuga, Sänna, Tallima, Taudsa, Tialasõ, Tiidu, Tilgu, Tindi, Toodsi, Tsirgupalu, Tsutsu, Tüütsi, Udsali, Utessuu, Vadsa, Vanamõisa, Viitina, Viliksaarõ, Väiku-Ruuga.

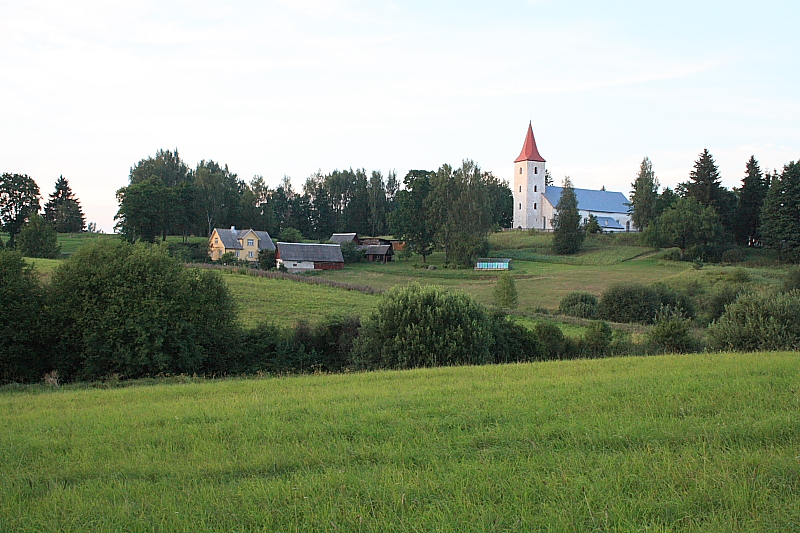
Rõuge
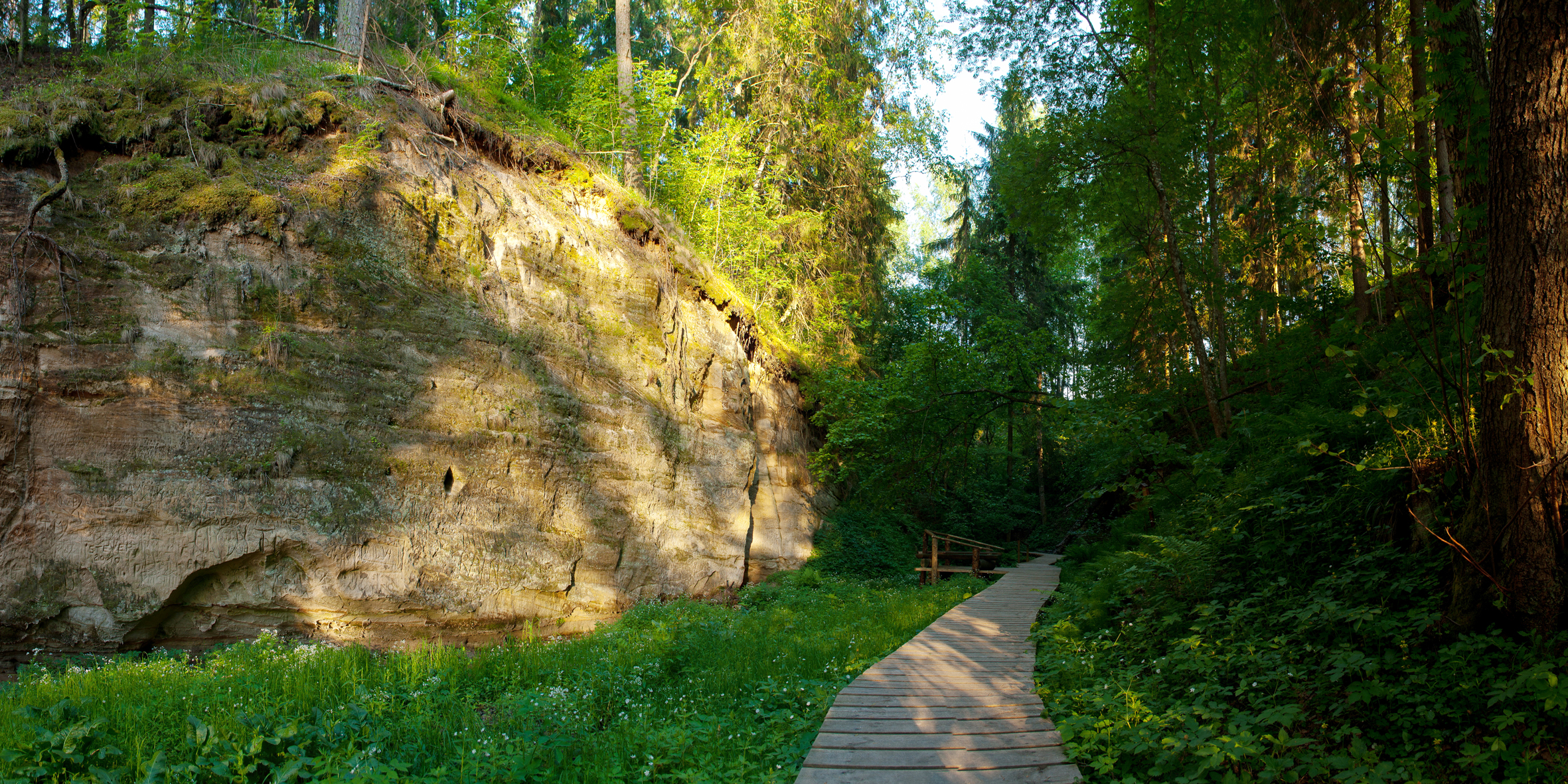
Hinni
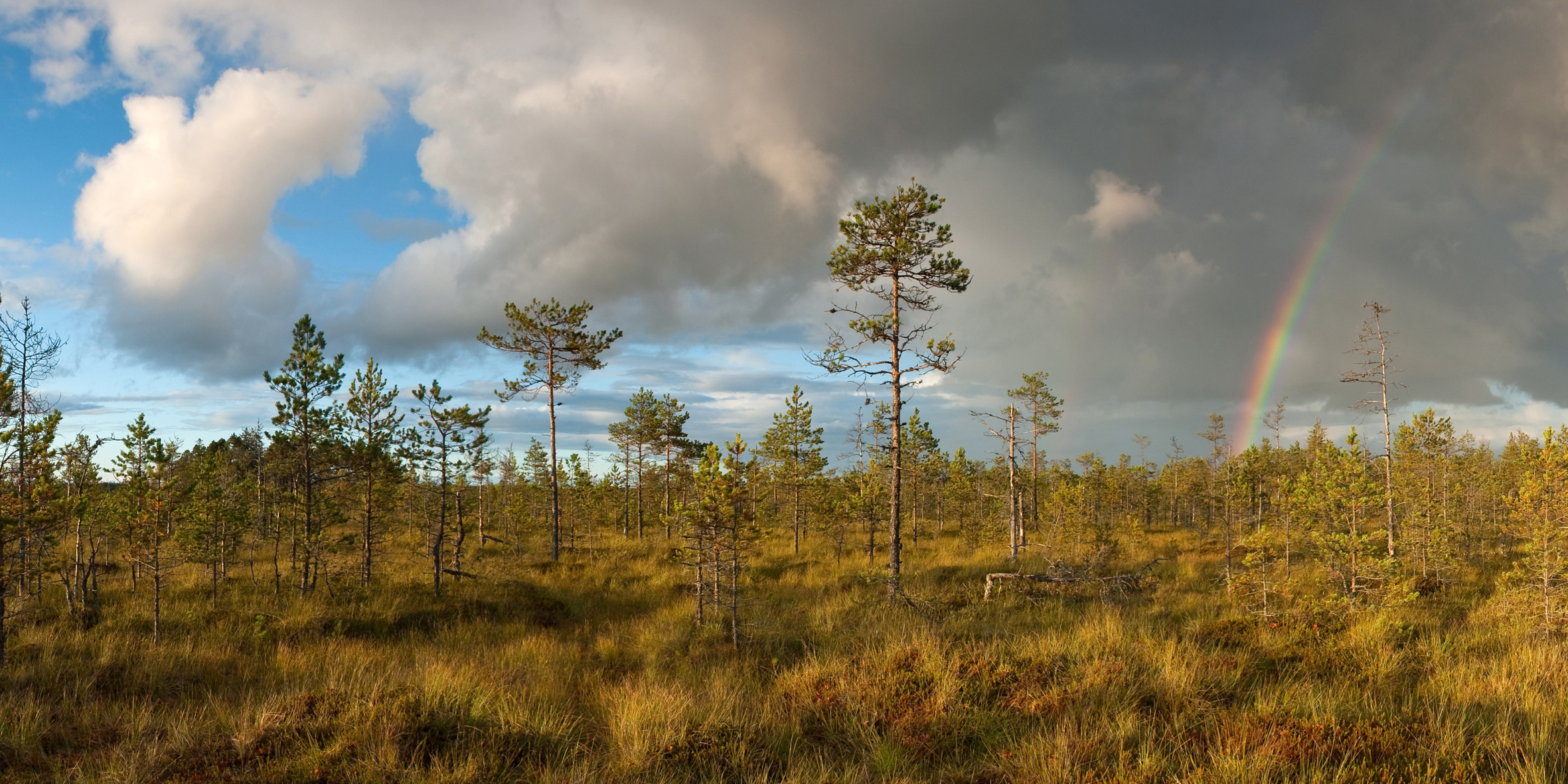
Luhasoo
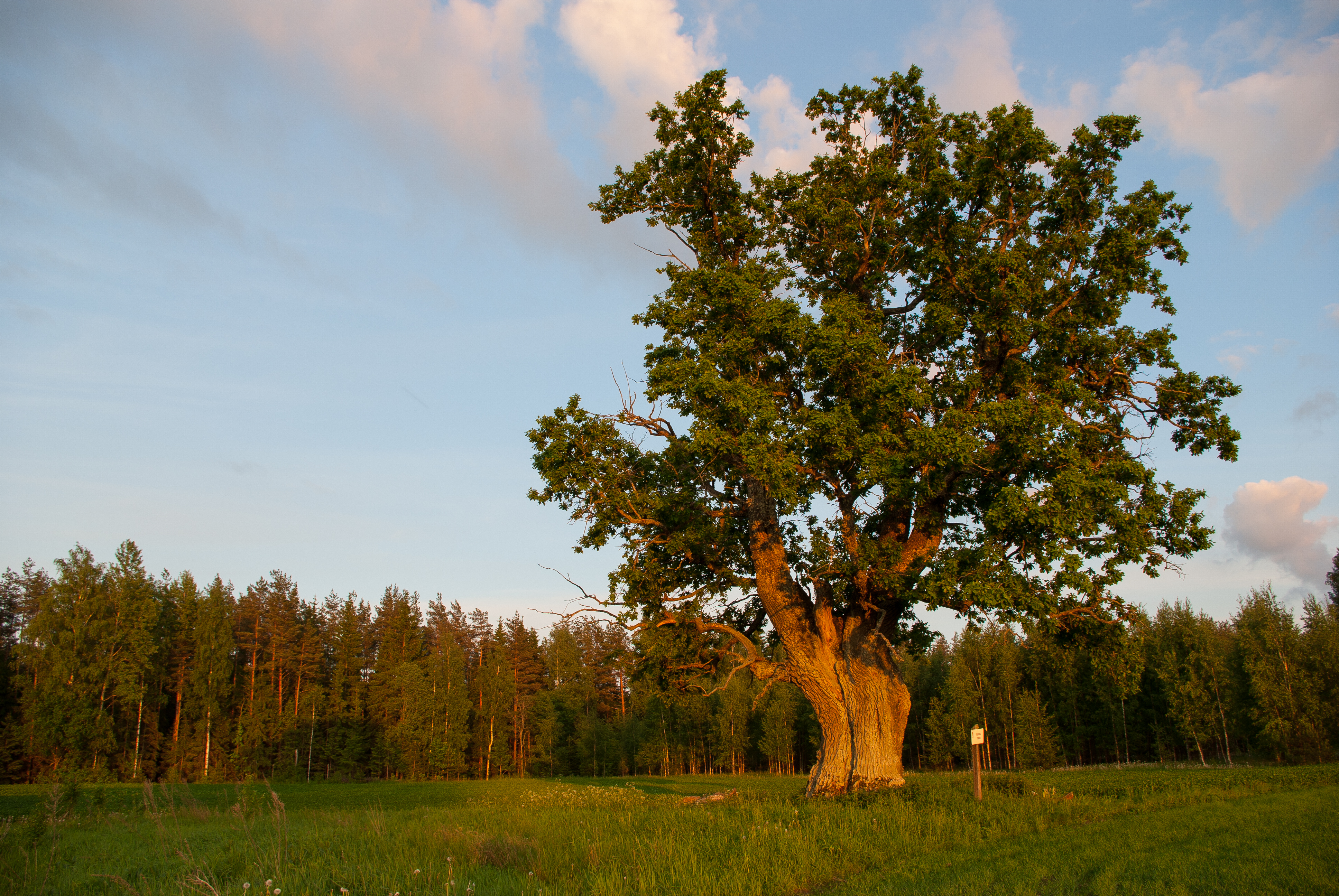
Väiku-Ruuga
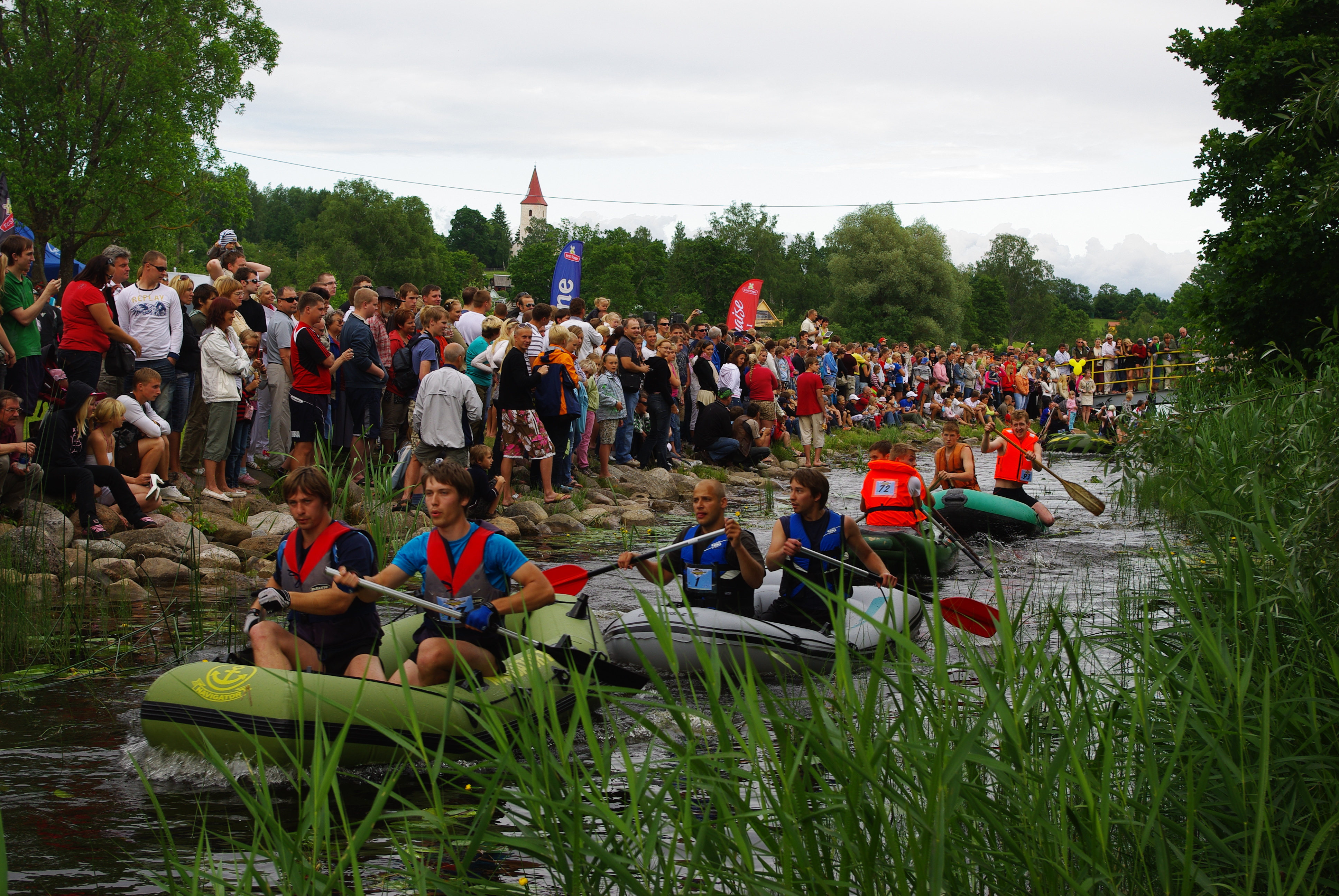
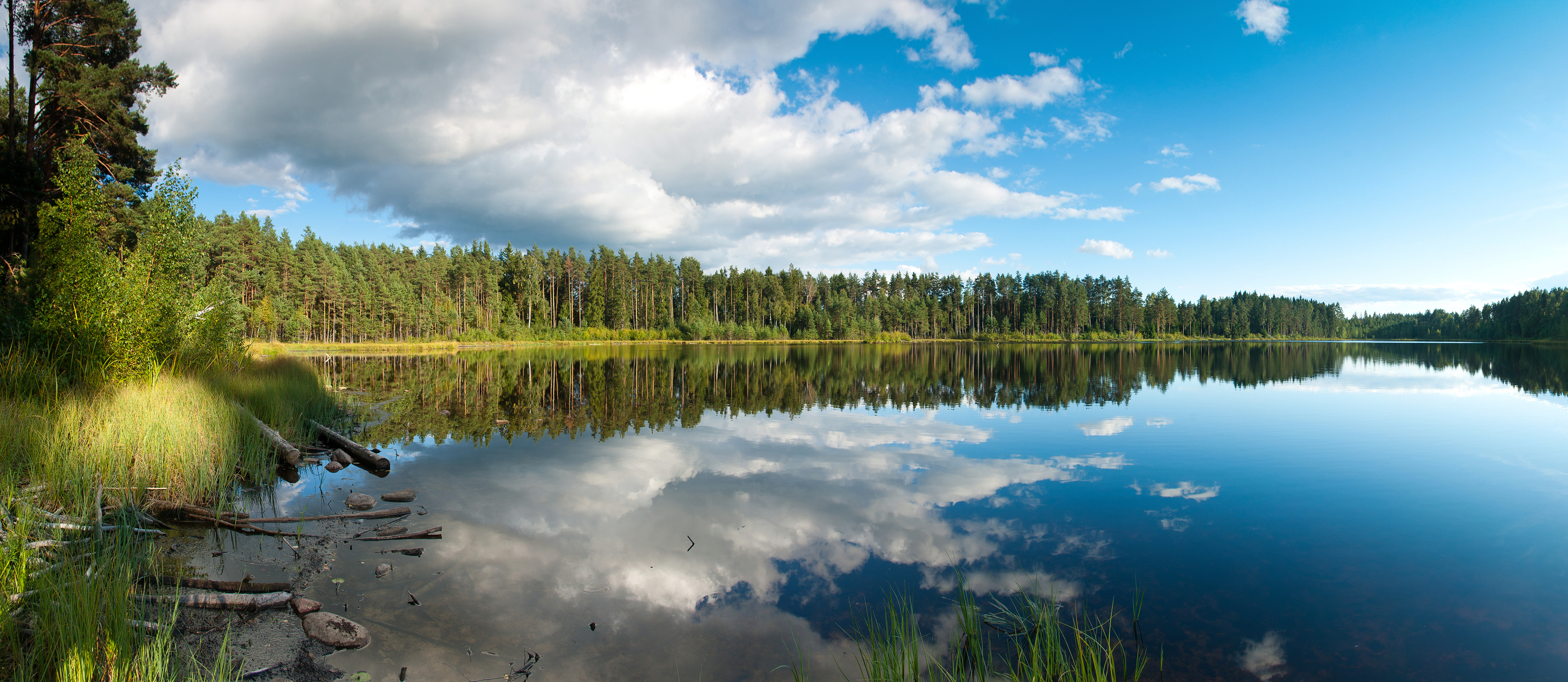
Ahitsa